# Пратсвил (Арканзас)
Пратсвил (енгл. Prattsville) град је у америчкој савезној држави Арканзас.

## Демографија
По попису из 2010. године број становника је 305, што је 23 (8,2%) становника више него 2000. године.
| Група             | 2000.       | 2010.       |
| Белци             | 280 (99,3%) | 302 (99,0%) |
| Афроамериканци    | 0 (0,0%)    | 1 (0,3%)    |
| Азијати           | 1 (0,4%)    | 0 (0,0%)    |
| Хиспаноамериканци | 1 (0,4%)    | 2 (0,7%)    |
| Укупно            | 282         | 305         |